# Rollie Seltz
Rolland A. "Rollie" Seltz (McIntosh, Minnesota; 25 de enero de 1924 - Shoreview, 13 de octubre de 2022) fue un jugador de baloncesto estadounidense que disputó una temporada en la NBA, además de jugar en la NBL y la NPBL. Con 1,78 metros de estatura, jugaba en la posición de escolta.

## Trayectoria deportiva

### Universidad
Jugó durante cuatro temporadas con los Pipers de la Universidad Hamline, promediando en su última temporada 17,6 puntos por partido.

### Profesional
Fichó en 1946 por los Anderson Duffey Packers de la NBL, donde en su primera temporada fue el tercer mejor anotador del equipo, sólo superado por Howie Schultz y Ed Stanczak, promediando 8,5 puntos por partido.
En 1948 fue traspasado a los Waterloo Hawks, donde en su única temporada volvió a ser el tercer mejor anotador, en esta ocasión superado por Dick Mehen y Harry Boykoff, con un promedio de 8,1 puntos por encuentro.
Regresó a los Packers al año siguiente, en el cual compitieron en la NBA, donde jugó una temporada en la que promedió 7,8 puntos y 1,9 asistencias por partido. En 1950 fichó por los St. Paul Lights de la NPBL, jugando una última temporada como profesional, promediando 3,7 puntos por encuentro.

## Estadísticas de su carrera en la NBA

### Temporada regular
| Temporada | Edad | Equipo           | Liga | Pos. | P  | TIT | MIN | TC  | TCA | %TC  | 3P | 3PA | %3P | TL  | TLA | %TL  | R.OF. | R.DEF. | REB | ASIS | ROB | TAP | PER | FP  | PTS |
| 1949-50   | 26   | Anderson Packers | NBA  |      | 34 |     |     | 2.7 | 9.1 | .301 |    |     |     | 2.4 | 3.1 | .769 |       |        |     | 1.9  |     |     |     | 2.1 | 7.8 |
| Total     |      |                  | NBA  |      | 34 |     |     | 2.7 | 9.1 | .301 |    |     |     | 2.4 | 3.1 | .769 |       |        |     | 1.9  |     |     |     | 2.1 | 7.8 |